# Dasytinae
Dasytinae  (лат.) — подсемейство жуков из семейства мелириды, рассматриваемое также как самостоятельное семейство Dasytidae (дазитиды или шерстокрылки).

## Описание
Тёмноокрашенные, нередко металлически блестящие, жуки длиной тела до 1 мм. Тело узкое с параллельными сторонами, сплюснуто дорсовентрально. Усики нитевидные или пиловидные.

## Экология
Жуки питаются пыльцой. Личинки развиваются под опавшими листьями, разлагающихся стеблях и древесине растений. По типу питания личинки являются сапрофагами, фитофагами или хищниками. Личинки вида Psilothrix viridicaeruleus на начальных стадиях развития питаются мертвыми насекомыми, но позже становятся фитофагами травянистых растений

## Классификация
В мировой фауне около 2000 видов. Разделяется на шесть триб:
- Chaetomalachiini Majer, 1987
- Danaceini Thomson, 1859
- Dasytini Laporte de Castelnau, 1840
- Gietellini Constantin & Menier, 1987
- Listrini Majer, 1990
- Rhadalini LeConte, 1861

## Палеонтология
Наиболее древние ископаемые представители (род Protodasytes) известны из раннесеноманского шарантийского янтаря (Франция). Также встречаются в балтийском янтаре.

## Распространение
Встречаются во всех биогеографических регионах мира, но имеют наибольше разнообразие в зонах аридного и семиаридного климата